# Нордвальде
Нордвальде (нем. Nordwalde) — община в Германии, в земле Северный Рейн-Вестфалия.
Подчиняется административному округу Мюнстер. Входит в состав района Штайнфурт.  Население составляет 9373 человека (на 31 декабря 2010 года). Занимает площадь 51 км².
Коммуна подразделяется на 6 сельских округов.

## Фотографии

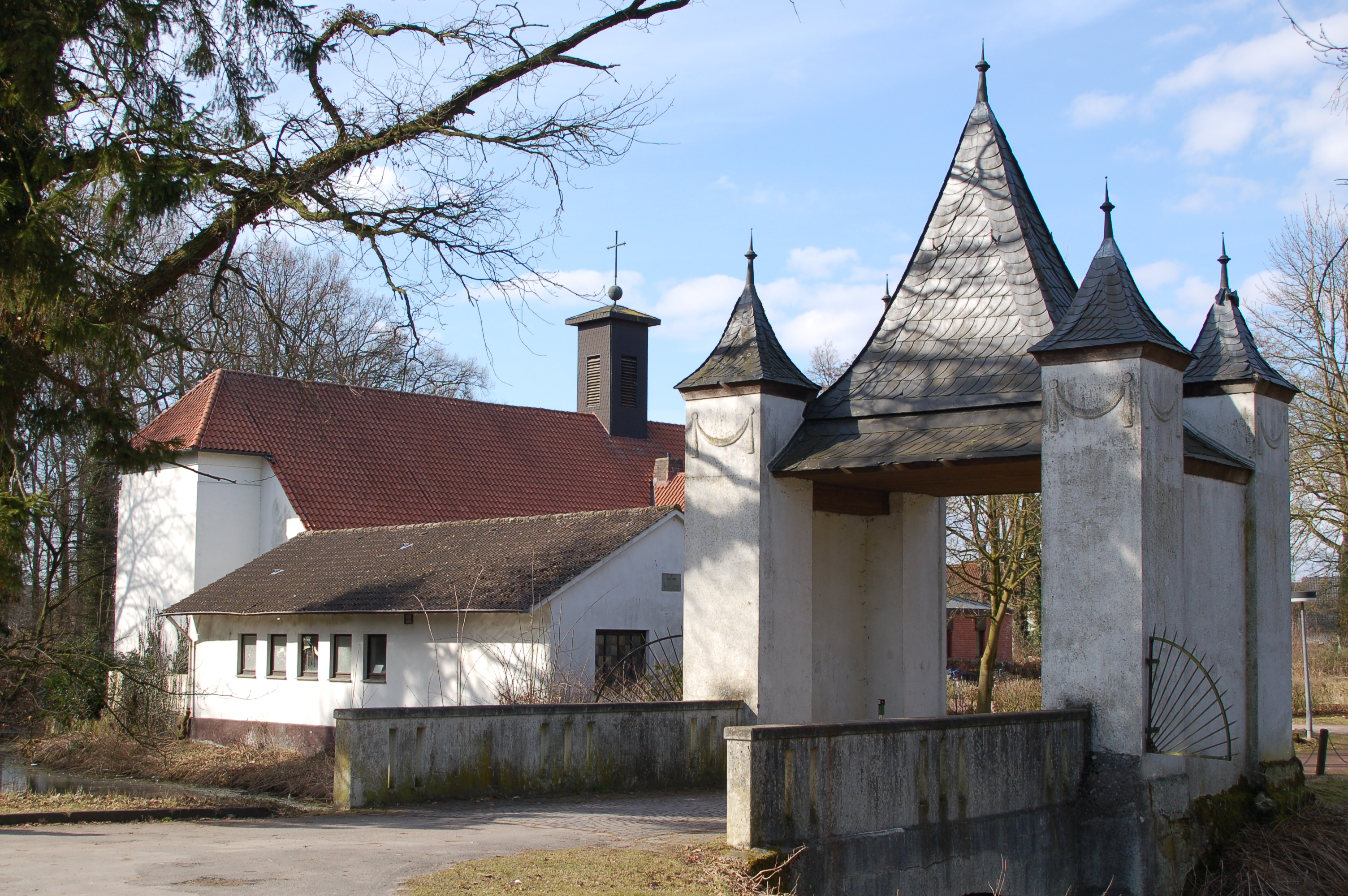
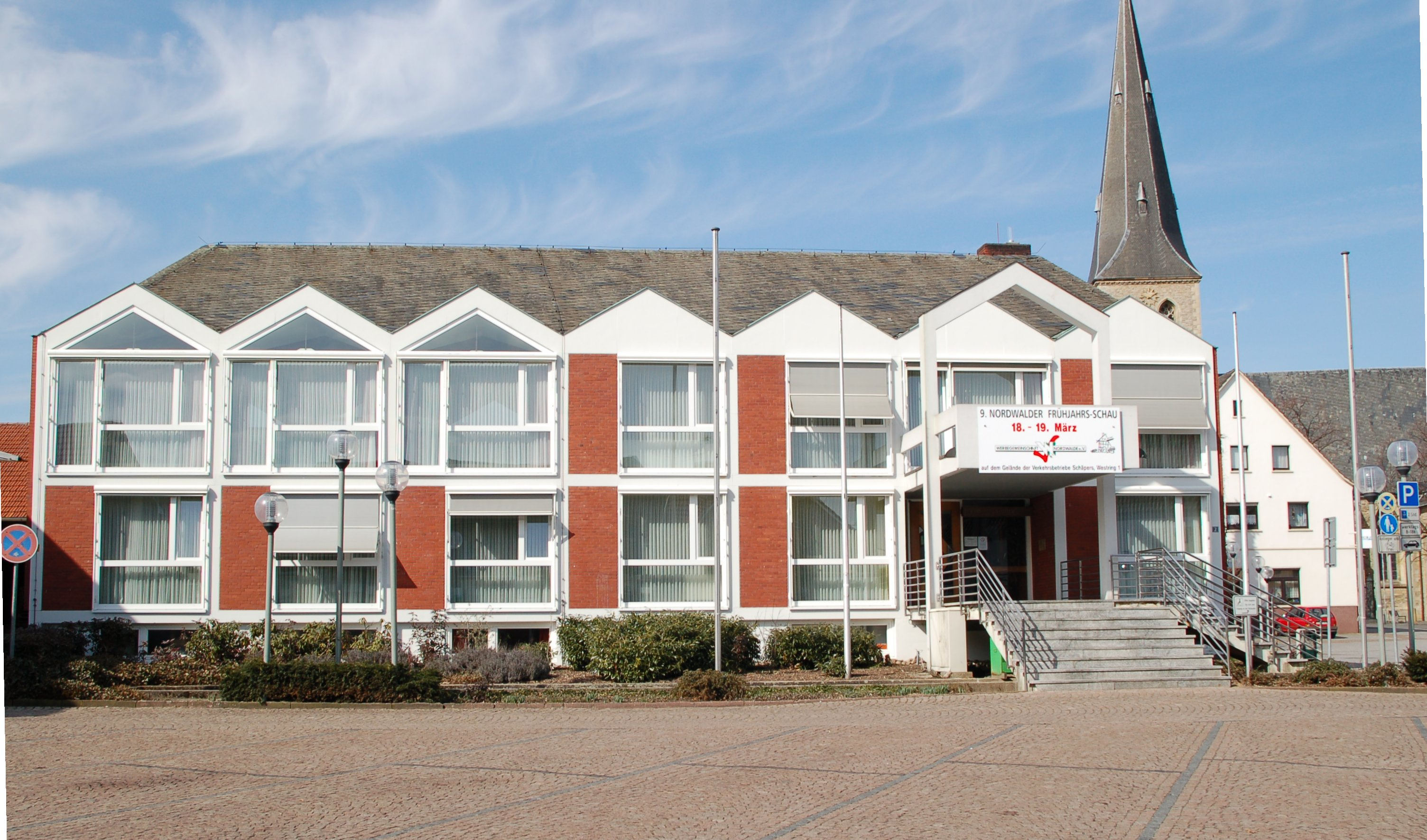
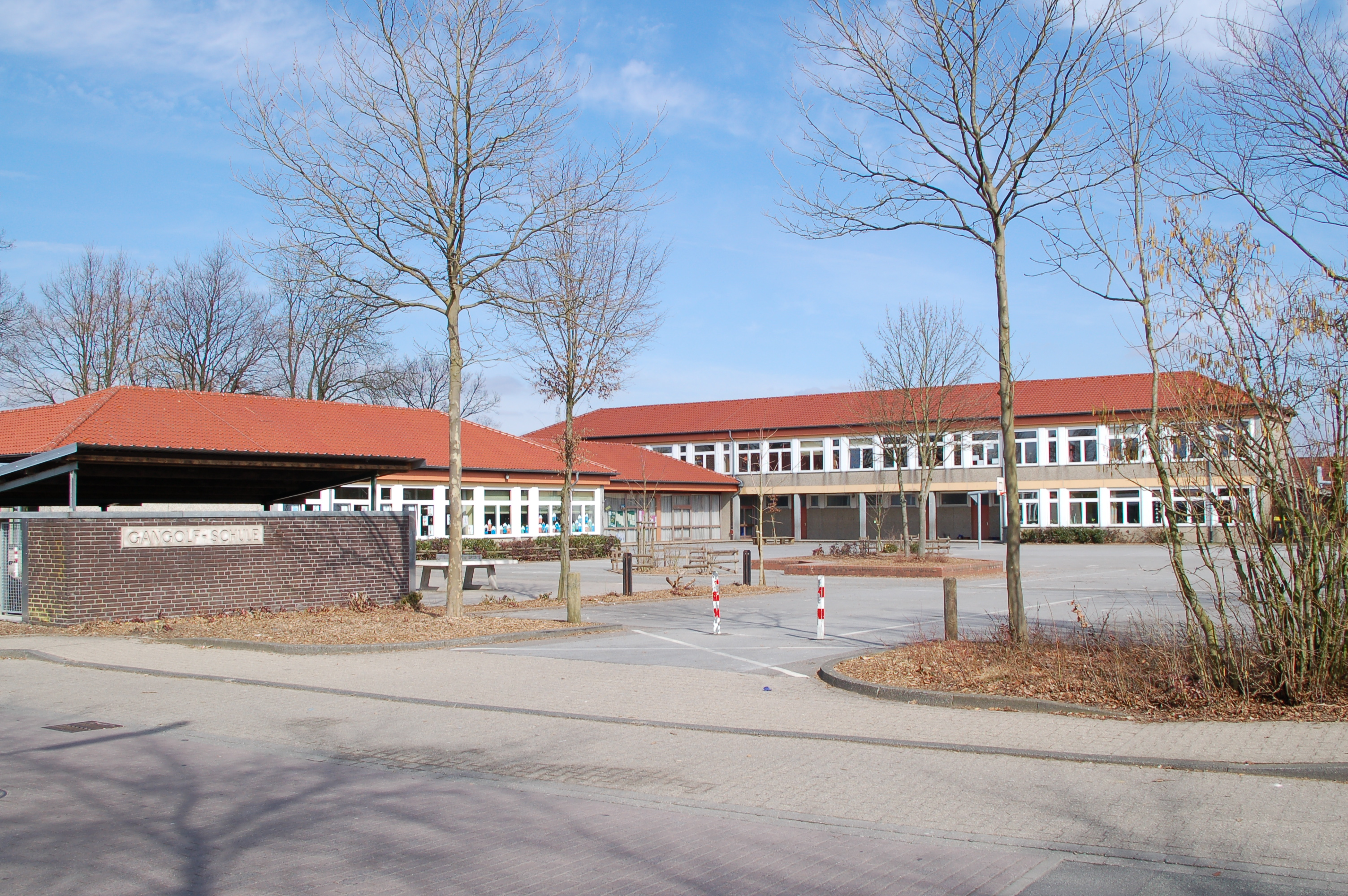
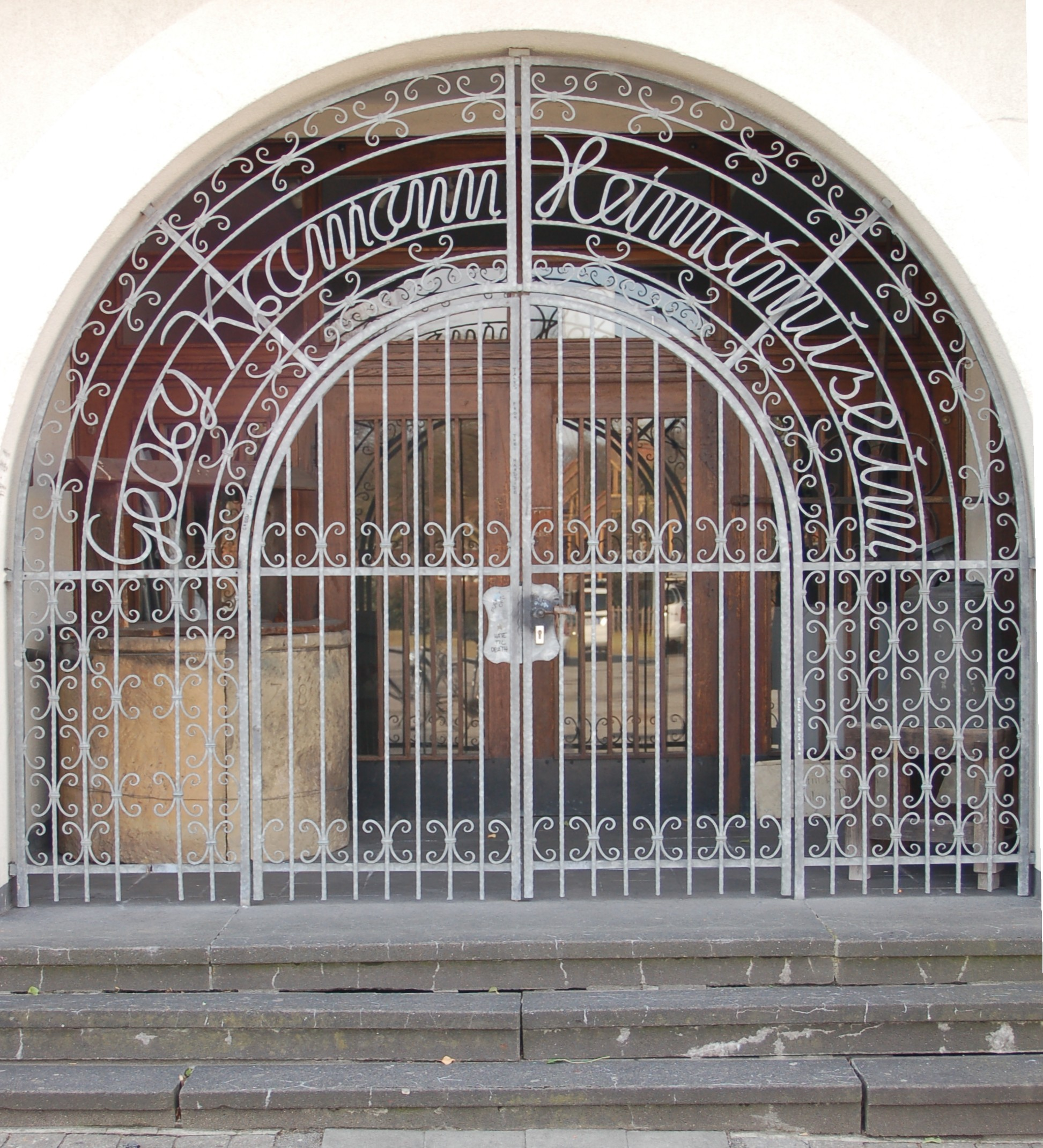
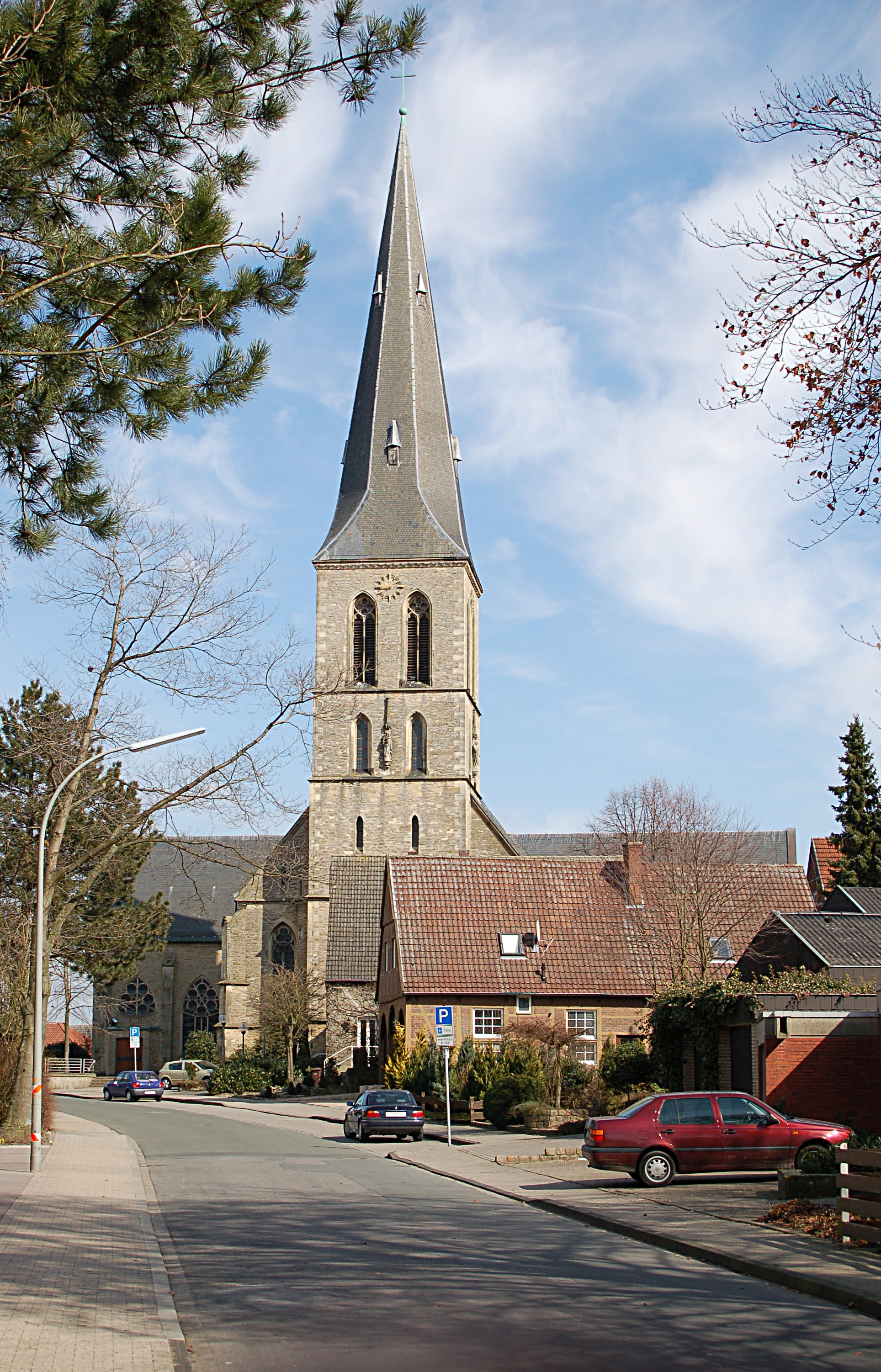